# لو باور
لو باور (بالإنجليزية: Lou Bauer)‏ هو لاعب كرة قاعدة أمريكي، ولد في 30 نوفمبر 1898 في إيغ هاربور في الولايات المتحدة، وتوفي في 3 فبراير 1979 في بومونا في الولايات المتحدة.